# هیکارو یاماموتو
هیکارو یاماموتو (انگلیسی: Hikaru Yamamoto؛ زادهٔ ۲۸ فوریهٔ ۱۹۹۱) یک هنرپیشه اهل ژاپن است.